# This Is the Life (álbum)
This Is the Life é o álbum de estreia da cantora Amy Macdonald, lançado a 30 de julho de 2007.
O disco foi um grande sucesso, tendo atingido o número um da UK Albums Chart a 13 de janeiro de 2008 e a 14 de março do mesmo ano já tinha vendido mais de 700 mil cópias no Reino Unido, tendo sido certificado dupla platina.

## Faixas
Todas as músicas por Amy Macdonald, exceto onde anotado.
1. "Mr. Rock & Roll" - 3:35
2. "This Is the Life" - 3:05
3. "Poison Prince" - 3:28
4. "Youth of Today" - 4:00
5. "Run" - 3:50
6. "Let's Start a Band" - 4:05
7. "Barrowland Ballroom" - 3:58
8. "L.A." (Amy Macdonald, Pete Wilkinson) - 4:06
9. "A Wish for Something More" -3:46
10. "Footballer's Wife" -5:06

## Paradas e certificações
| Parada (2007/09)     | Posição | Certificação | Vendas    |
| -------------------- | ------- | ------------ | --------- |
| Áustria              | 3       | Platina      | 30,000    |
| Ultratop (Flandres)  | 2       | Platina      | 50,000    |
| Ultratop (Valônia)   | 5       | Platina      | 50,000    |
| Tracklisten          | 1       | Platina      | 30,000    |
| MegaCharts           | 1       |              | 220,000   |
| União Europeia       | 1       | 2× Platina   | 3,000,000 |
| SNEP                 | 6       | Platina      | 320,000   |
| Media Control Charts | 3       | 4× Platina   | 800,000+  |
| IFPI                 | 2       | Ouro         | 7,500     |
| Irish Albums Chart   | 16      |              |           |
| FIMI                 | 6       | Ouro         | 65,000    |
| AMPROFON             | 1       |              |           |
| VG-lista             | 5       |              | 20,000    |
| Polónia              | 14      | Ouro         | 10,000    |
| AFP                  | 19      |              |           |
| Espanha              | 2       |              | 50,000    |
| Sverigetopplistan    | 5       | Ouro         | 50,000    |
| Swiss Music Charts   | 1       | 4× Platina   | 140,000   |
| UK Albums Chart      | 1       | 2× Platina   | 800,000   |
| Billboard 200        | 92      |              | 45,000    |

## Créditos
- Amy Macdonald - Vocal, guitarra acústica
- Seton Daunt - Guitarra
- Jolyon Dixon - Guitarra
- Johnny Dyke - Teclados
- Phillip Read Mason - Gaita
- Audrey Riley - Violoncelo
- Richard George - Violino
- Jonathan Hill - Violino
- Laura Melhuish - Violino
- Susan Dench - Viola